# 1 Jugosłowiańska Brygada
1 Brygada Jugosłowiańska (serb.-chorw. Prva jugoslovenska brigada) – ochotnicza jednostka wojskowa złożona z mieszkańców Jugosławii w składzie Armii Czerwonej, a następnie Narodowej Armii Wyzwolenia Jugosławii pod koniec II wojny światowej.

## Historia
Została sformowana 1 czerwca 1944 w Kołomnie na bazie Niezależnego Oddziału Jugosłowiańskiego, istniejącego od 23 stycznia tego roku. W jej skład weszli głównie Chorwaci z jednostek wojskowych Niepodległego Państwa Chorwackiego, walczących i rozbitych na froncie wschodnim, a także przedstawiciele innych narodów jugosłowiańskich, pochodzący z wojsk węgierskich, rumuńskich i niemieckich. W późniejszym czasie do brygady włączono grupę Serbów z Baczki, którzy należeli do niemieckich batalionów robotniczych oraz około 150 obywateli Jugosławii, przybyłych z Iranu. Ważną rolę w brygadzie odgrywali przedwojenni emigranci polityczni, żyjący w Związku Radzieckim. Brygada składała się z dwóch batalionów piechoty. Liczyła ogółem około 1,5 tysiąca ludzi (775 Chorwatów, 440 Słoweńców, 293 Serbów, 14 Żydów, 10 Słowaków, 5 Rosjan, 3 Rusinów, 2 Węgrów, 1 Czarnogórzec). Dowódcą brygady został nominalnie Chorwat pułkownik Marko Mesić, ostatni dowódca 369 (Chorwackiego) Pułku Piechoty, rozbitego w walkach pod Stalingradem. Faktycznym dowódcą był jednak Chorwat generał Marko Srdić. Funkcję komisarza politycznego brygady objął Serb podpułkownik Dimitrije Georgijević, walczący w Brygadach Międzynarodowych w hiszpańskiej wojnie domowej.
Brygada trafiła na front głównie ze względów propagandowych, ale ostatecznie miała zostać użyta w Jugosławii. Po przeszkoleniu w Kołomnie Jugosłowianie 29 lipca 1944 zostali przerzuceni na Ukrainę. Na początku października wyzwalali wschodnie obszary Serbii. Tam brygadę włączono do 23. Dywizji XIV Korpusu Narodowej Armii Wyzwolenia Jugosławii (NOVJ). W jej składzie pod koniec października została przetransportowana w rejon Čačaku, gdzie na przełomie października i listopada wraz z 14 Serbską Brygadą Szturmową NOVJ i 93 Dywizją Strzelecką Armii Czerwonej atakowała pozycje Niemców pomiędzy wsiami Prijevor i Ljubić. Uderzenie załamało się jednak. Brygada straciła 135 zabitych, 324 rannych i 88 zaginionych.
10 listopada jednostkę podporządkowano bezpośrednio najwyższemu dowództwu NOVJ, aby uniknąć jej zniszczenia. Miała natomiast zostać przeniesiona na obszar Chorwacji. Już 17 listopada plan ten zawieszono. Brygadę 12 grudnia włączono w skład 5. Dywizji I Korpusu Proletariackiego NOVJ, walczącego w Sremie. Uczestniczyła do połowy marca 1945 w walkach w rejonie wsi Miklusevać, Sid, Berkasov i Bapska. 10 kwietnia tego roku przekroczyła rzekę Sawa pod Brczkiem, po czym połączyła się z 11 Dywizją Szturmową. Następnie przeniesiono ją do wschodniej Bośni, gdzie wyzwalała Brczko, a potem walczyła w okolicy wsi Beravać i Jezevika. Pod koniec kwietnia przeszła nad rzekę Ilova, gdzie atakowała Niemców w rejonie wsi Klokočevac, Hercegovac, Velika i Mala Trnovitica.
Po zakończeniu wojny brygadę odznaczono medalem „Orden zasluge za narod”, po czym rozformowano.